# Abdullah Laghmani
Abdullah Laghmani (persisch عبدالله لقمانی; * 1960er Jahre; † 2. September 2009 in Mehtarlam, Afghanistan) war stellvertretender afghanischer Geheimdienstchef.
Laghmani war, bevor er den zweithöchsten Rang im afghanischen Geheimdienst übernommen hatte, der Geheimdienstchef für Kandahar, einer ehemaligen Hochburg der Taliban. Er kämpfte dort an der Seite der US-Allianz beim Einmarsch der Amerikaner im Jahr 2001.
Abdullah Laghmani galt als ein enger Vertrauter von Präsident Hamid Karzai und spielte eine sehr wichtige Rolle im westlich ausgerichteten Sicherheits- und Geheimdienst Afghanistans zur Bekämpfung der Taliban und anderer Extremisten im Land. In seiner letzten Funktion befahl er Aufklärungsoperationen vor allem im Osten Afghanistans und benannte örtliche Sicherheitsbeamte in dem Gebiet.
Am 2. September 2009 starb er infolge eines Selbstmordanschlages der Taliban in Mehtarlam, der zu dieser Zeit als relativ sicher geltenden Hauptstadt der Provinz Laghman, beim Verlassen einer Moschee, als eine Bombe explodierte. Dies wurde in den Medien als allgegenwärtige Bedrohung durch die Taliban gedeutet und auch als Rückschlag für die politischen Bemühungen Hamid Karzais bezeichnet. Mit Laghmani starben bei dem Anschlag 23 weitere Menschen, darunter der Vorsitzende des Provinzrats sowie weitere Regierungsmitglieder. Es gab mehr als 50 Verletzte.